# فاینوو
فاینوو (به لهستانی:  Fajnów) یک روستا در لهستان است که در گمینا روشتس واقع شده‌است.